# Giovanni Battezzato
Giovanni Battezzato (Milano, 25 agosto 1950 – Comerio, 22 marzo 2022) è stato un attore e doppiatore italiano.

## Biografia
Si è diplomato come attore di prosa alla Civica Scuola di Teatro Paolo Grassi nel triennio 1970/1973. Ha debuttato nella stagione 1973/1974 con la compagnia del Piccolo Teatro di Milano nello spettacolo Barbablù, di Massimo Dursi, per la regia di Lamberto Puggelli. Dal marzo 1974 entrò a far parte della compagnia Teatro Franco Parenti, dove diventò socio e partecipò a tutte le produzioni fino alla fine del 1988 e nuovamente nelle stagioni 1993/1994, 1998/1999 e 2003/2004 con le regie di Franco Parenti e Andrée Ruth Shammah.
Fra le sue interpretazioni televisive, quella del preside in Quelli dell'intervallo e il doppiaggio del drago Shenron, Garlic Jr., Colonnello Dark e Vuh Shenron nelle serie di Dragon Ball, di Smoker in One Piece e del capitano Harris nella serie animata di Scuola di polizia. È stato anche la voce ufficiale di Victor Sullivan nella serie di videogiochi Uncharted. Ha preso parte a quasi tutte le sitcom Mediaset.
Conduceva il programma Virgin Investigation Bureau con Sophia Eze su Virgin Radio Italia. Ha svolto la sua attività di doppiatore negli studi di Milano.
È morto il 22 marzo 2022 all'età di 71 anni.

## Filmografia

### Cinema
- Principessa, regia di Giorgio Arcelli (2008)
- La donna della mia vita, regia di Luca Lucini (2010)
- Homeless, regia di Luca Esposito – cortometraggio (2011)
- Nome di donna, regia di Marco Tullio Giordana (2018)
- Robot e margherita, regia di Viola Folador – cortometraggio (2021)

### Televisione
- La palla al piede – film TV (1981)
- Laghi profondi – film TV (1985)
- Teneramente Licia – serie TV (Vigile Ballini) (1987)
- Balliamo e cantiamo con Licia – serie TV (Vigile Ballini) (1988)
- Cristina – serie TV, 4 episodi (1989)
- Casa Vianello – serie TV, episodi vari (1990-2002)
- Nonno Felice – serie TV, 1 episodio (1993)
- La villa stregata – serie TV di cortometraggi (1994)
- L'incredibile Debbi – serie TV di cortometraggi (1994)
- Cascina Vianello – serie TV, 1 episodio (1996)
- Centovetrine - serial TV (2003)
- Quelli dell'intervallo – serie TV (2005)
- Finalmente Natale – film TV (2007)
- I Cesaroni – serie TV, 5 episodi (2006-2008)
- Adrian, regia di Adriano Celentano – miniserie TV, 9 episodi (2019) - solo voce

### Pubblicità
- Rex Zanussi (1993)

## Teatro
- Varie rappresentazioni con la compagnia di Franco Parenti[2].

## Doppiaggio

### Cinema
- Donal Logue in Gettysburg
- Mark Ginther in Power Rangers - Il film
- Edwin Neal in Turbo Power Rangers - Il film
- Syd Jackson in Air Force Two
- Tony Curran in Beowulf & Grendel
- Henry Rowland in Supervixens

### Serie televisive
- Alan North, Brian Delate, John Dorman, Ron Foster e David Wolos-Fonteno in Sentieri
- Jonathan Banks in Community
- Robert Axelrod in Power Rangers

### Film d'animazione
- Orassnick ne La spada dei Kamui
- Generale Khaidenn ne Le ali di Honneamise
- Continental ne La leggenda dei lupi blu
- Capitano Nemo in Nadia e il mistero di Fuzzy
- Tejima in Perfect Blue
- Foster ne La grande caccia all'Uovo di Pasqua
- Dottor Frankenstein in Alvin e i Chipmunks incontrano Frankenstein
- Agente Wembley in Scooby-Doo e il viaggio nel tempo
- James Moriarty in Detective Conan - Il fantasma di Baker Street
- Smoker in One Piece Stampede - Il film
- Arthur Keller in Anna dei miracoli
- Siska in Ken il guerriero - La leggenda del vero salvatore

### Serie animate
- Krulos in Dino Riders
- Gangreen in Action Man
- Freddy in Tex Avery Show
- Annihilus ne I Fantastici Quattro
- Capitano Harris in Scuola di polizia
- Gaston in Conte Dacula
- Kevin in SpongeBob
- Willy ne Le avventure di Piggley Winks
- Goblin in Spider-Man Unlimited
- Spanky Ham in Drawn Together
- Bugsy in T-Rex
- Beaujolais in Robinson Bignè
- Cicerone in Pippo e Menelao
- Didou ne Il pericolo è il mio mestiere
- Gandhi in Celebrity Deathmatch
- Golosone in Cucciolandia
- Metallic in 20000 leghe nello spazio
- Dottor Sibilo in Bots Master
- Mekaneck (2ª voce) in He-Man and the Masters of the Universe
- Pasticcio Viola in Fragolina Dolcecuore
- Professor Ramon de la Porta in King Kong
- Argano in Le avventure di Super Mario
- Mister L. in Mortadello e Polpetta: la coppia che scoppia
- Pest in Imbarchiamoci per un grande viaggio, Grandi uomini per grandi idee, Ai confini dell'universo
- Don Cortizone in Notizie da prima pagina
- Nonno in Polochon
- Norman in Mighty Max
- Reaper in Capitan Dick
- Voce narrante ne Lo sfortunato George
- Giuseppe in Mille note in allegria con la Mozart Band
- William in All'arrembaggio Sandokan!
- Bruce in Universi paralleli per Bucky O'Hare
- Delicatessus in Gladiator Academy
- Capitano Nemo in Nadia - Il mistero della pietra azzurra
- Scagnozzo di Tavernier in Alpen Rose
- Mamù in Cupido pizzica cuori
- Gen. Custer in Viaggiando nel tempo
- Cancer (1ª voce), Virgo (1ª voce), Babel e Bethelgeuse ne I Cavalieri dello zodiaco
- Drago Shenron in Dragon Ball, Dragon Ball Z, Dragon Ball GT, Dragon Ball Super
- Padre di Sara in Dragon Ball
- Garlic Jr. e Gran maestro Re Kaioh in Dragon Ball Z
- Vuh Shenron in Dragon Ball GT
- Ambasciatore del pianeta Snak, Botamo (ep.30-70), Super Shenron, regista (ep. 73-74) e Zarbuto in Dragon Ball Super
- Smoker (1ª voce), John Giant (1ª voce), Momonga (2ª voce), Taroimo e Hildon (1ª voce) in One Piece
- Mifune in Naruto Shippuden
- Kerberion in Webdiver
- Neros in Power Stone
- Salvatore in City Hunter
- Mark Wembley (1ª voce), Bill Thunder in Tommy la stella dei Giants
- Woodchuck in Record of Lodoss War
- Padre di Lamù (2ª voce) negli OAV di Lamù
- Beoluke in Gatchaman - Battaglia dei pianeti
- Tetsuo (1ª voce) e allenatore Mochi Taoka (2ª voce) in Slam Dunk
- Byakko in Yu degli spettri
- Darius in Fullmetal Alchemist: Brotherhood
- Mr.T-rex in Eek! Stravaganza - Tontosauri
- Professor Pester in Viva Piñata
- Giovanni in Pokémon Diamante e Perla: I Vincitori della Lega di Sinnoh, Pokémon Nero e Bianco, Pokémon Nero e Bianco: Destini Rivali, Pokémon: Serie XYZ, Pokémon Sole e Luna e Pokémon Serie Esplorazioni
- Ydrick Gominor in Kung-Foot
- Yasufumi Nekomata (1ª voce) in Haikyu!!
- Nonno Pat (1ª voce) ne Lo show di Patrick Stella
- Dokurobeh in Yattaman (rifacimento del 2008)
- Spanky Ham in Drawn Together

### Videogiochi
- Lawrence Mujari in Syphon Filter 2 e Syphon Filter 3
- Caronte e Minosse in Dante's Inferno[3]
- Victor Sullivan in Uncharted: Drake's Fortune, Uncharted 2: Il covo dei ladri, Uncharted 3: L'inganno di Drake, Uncharted 4: Fine di un ladro, Uncharted: L'abisso d'oro e PlayStation All-Stars Battle Royale
- Aaron Cash in Batman: Arkham Asylum[4],  Batman: Arkham City[5], Batman: Arkham Knight[6]
- Vittore in The Saboteur
- Alain Magnan, maggiore Cooper, Beaumont, Simón Bolívar e capo azteco in Age of Empires III[7]
- Samos in Jak and Daxter: The Precursor Legacy[8], Jak 2: Renegade[9], Jak 3[10], Jak X[11] e Daxter[12]
- Shiv in Jak X[11]
- Generale (alcune fazioni) Medieval II: Total War
- Israel Putnam in Assassin's Creed III[13]
- Soldato, Caronte in Lost Odyssey
- Charles Darwin in Assassin's Creed: Syndicate[14]
- Maggiore T.D. Sosso e Soldati in Hogs of War[15]
- Ivern in League Of Legends
- Nick Collins in The Getaway
- Erminio in Il Professor Layton vs. Phoenix Wright: Ace Attorney
- Perseus in Call of Duty: Black Ops Cold War[16]
- Preston E. Downs in BioShock Infinite[17]
- Cardinale in Blood & Lace[18]
- Alistair Rhodes in Call of Duty: Black Ops IIII[19]
- Pres. David Palmer e Carr in 24: The Game (2008)[20]
- Herefrith in Assassin's Creed: Valhalla[21]
- Thrud in Cyberpunk 2077[22]
- Capitano Vonn in Diablo III: Reaper of Souls[23]
- Nallhab, Zooker, Monaco e Nestar in Dinotopia[24]
- Generale Turner in Fable III[25]
- Barney Rook e Horatio in Fallout 4[26]
- Den Mother, Voce alla Radio #1, Soldati replica e Voci al Telefono in F.E.A.R.[27]
- Replicanti in F.E.A.R. Extraction Point[27]
- Senatore e Registrazioni in F.E.A.R. Perseus Mandate[27]
- Barone Von Zell e Installatore Capo Lampadari in Gabriel Knight 2: The Beast Within[28]
- Razziatore di bottini in Hearthstone[29]
- Cuornero in Heroes of the Storm[30]
- Klout in Jak and Daxter: Una sfida senza confini[31]
- Gheed in Diablo II: Resurrected[32]